# The Ultimate Game Boy Simulator
The Ultimate Game Boy Simulator is een videospel voor de platforms Commodore Amiga. Het spel werd uitgebracht in 1992. 